# 4e bataillon commando (Belgique)
Le 4e bataillon commando (néerlandais : 4de Bataljon Commando) était une unité militaire de l'armée belge de terre belge et anciennement membre de la Brigade Paracommando basée dans les colonies belges du Congo et du Ruanda-Urundi entre 1959 et sa dissolution en 1962 à la suite de l'indépendance de la dernière colonie belge. En 1970, l'unité fut reformée comme 4e bataillon commando de réserve jusqu'à sa dissolution définitive en 1994 lors d'une restructuration de l'armée et la fin du service militaire obligatoire.

## Contexte
En 1959, le 2e bataillon commando est déployé au Congo belge pour tenter de maintenir l'ordre durant les mois qui verront le pays accéder à son indépendance. Rapidement, il devient évident que ce bataillon ne sera pas suffisant. Le 4e bataillon commando est ainsi créé à partir d'officiers du second bataillon et de miliciens rapidement formés.
Le 4e bataillon commando fut créé par un arrêté royal du roi Baudouin le 23 octobre 1959.

## Opérations au Congo et Ruanda-Urundi
Le bataillon fut établi dans la ville congolaise de Kitona dans le Bas-Congo. En avril 1960, il fut transféré au Ruanda-Urundi.
Là-bas, il fut utilisé pour maintenir la paix entre les populations Hutus et Tutsis. L'antipathie entre les 2 groupes ethniques allait croissant depuis 1957 et culminera finalement en 1994 avec un génocide.
De ses bases en Ruanda-Urundi, le bataillon fut également mobilisé pour des opérations dans des villes proches du Congo. En juillet 1960, l'unité fut envoyée à Goma pour sécuriser le champ d'aviation et une compagnie fut parachutée à Bunia pour libérer des otages. 3 commandos furent tués durant l'opération.
En janvier  1961, une compagnie du bataillon repoussa une attaque de l'armée nationale congolaise venant de la ville de Goma, perdant un soldat.
À la déclaration d'indépendance du Rwanda et du Burundi, il n'était plus possible de maintenir une unité d'élite en Afrique, le bataillon devint ainsi superflu. Il est rapatrié en Belgique en juillet et est dissous le 1er octobre 1962.

## 4ebatailloncommando de réserve
Début des années septante, le 4e bataillon commando est réactivé et incorpore des soldats de réserve entrainés dans d'autres unités para-commando.
Le quartier général de la brigade légère, basée à Marche-en-Famenne et créée en janvier 2011, maintient les traditions et l'étendard du bataillon qui étaient auparavant confiées au centre d'entrainement commando.

## Composition
Il était composé :
- un état-major de bataillon
- une compagnie d'état-major et Services (Cie EMS)
- 3 compagnies de combats, les 23e, 14e et 25e compagnies

Le bataillon était bilingue (Français-Néerlandais).

## Étendard
Le 1er avril 1960, à Bruxelles, le roi Baudouin remet au Major Bruneau l’étendard du bataillon commando.
Il est confié au Centre d'Entraînement de Commandos le 20 avril 1976.
Le 18 février 2011, il est transmis au Quartier Général de la Brigade légère.

## Sources
- (en) Cet article est partiellement ou en totalité issu de l’article de Wikipédia en anglais intitulé « 4th Commando Battalion (Belgium) » (voir la liste des auteurs).